# Oscar Coomans de Brachène (genealoog)
Oscar Emile Marie Ghislain Coomans de Brachène (Ukkel, 2 juni 1915 – Wemmel, 10 december 2003) was een Belgisch genealoog en heraldicus.

## Familie
Coomans is de naam van een notabele familie die gedurende verschillende eeuwen in het Hageland en Haspengouw leden leverde voor plaatselijke ambten en functies.
In 1931 kregen zijn vader Raoul en zijn oom Oscar Eugène Coomans de vergunning om aan hun naam de Brachène toe te voegen, naar de heerlijkheid Te Brachene bij Wemmel, die vanaf de 15e eeuw in het bezit was van hun voorouders aan moederszijde.
De naamverlenging deed een nieuwe ambitie ontluiken en op 11 oktober 1967 werden Coomans de Brachène en zijn oom in de Belgische erfelijke adel opgenomen. Ze namen als wapenspreuk Ambulate in dilectione.

## Levensloop
Coomans werd doctor in de rechten, licentiaat in het notariaat, licentiaat handels- en financiële wetenschappen en kandidaat geschiedenis. 
Hij was advocaat aan de balies van Leuven en Nijvel. Nadien had hij een betrekking in een vennootschap van hypothecaire leningen en verzekeringen. Zijn voornaamste belangstelling en activiteit richtte zich echter op genealogie en heraldiek, waarvan hij weldra een voltijdse bezigheid maakte.
In 1935 trouwde Coomans in Sint-Kruis met Eliane Moles le Bailly (1908-2009). Ze hadden zes kinderen. Hun huwelijk eindigde in 1984 door echtscheiding.

## État présent
De belangrijkste verwezenlijking van Coomans was het stichten van een publicatie onder de naam "État présent" waarin de genealogie tot op heden wordt weergegeven van alle families die tot de Belgische adel behoren. Hij stichtte deze uitgave in 1960 samen met Georges de Hemptinne en met de steun van enkele vrienden. Hij bleef de actieve directeur van 1960 tot aan zijn dood, hetzij 52 jaar. Sindsdien is hij opgevolgd door graaf Humbert Marnix de Sainte Aldegonde.
De bijzondere inbreng van Coomans, in vergelijking met de vroegere Annuaire de la noblesse belge, was dat hij de voorkeur gaf aan de onbetwistbare gegevens die hij vond in de parochieboeken of de akten van de burgerlijke stand, eerder dan aan de gegevens die door de families zelf werden meegedeeld.

## Publicaties
- Tables ascendantes ou quartiers généalogiques des familles de la noblesse belge, Brussel, Deel I, 1947, Deel II, 1952
- Les Coomans. Cinq siècles de l'histoire d'une famille originaire du Hageland et de la Hesbaye, 2003